# Colle di Figurella
Il Colle di Figurella è un colle situato a 1388 m s.l.m., tra le frazioni di Poverella e Saliano, entrambe appartenenti al comune di Rogliano, in provincia di Cosenza.
Questo colle viene spesso abitato da pastori che sfruttano lo spazio e tutto il verde presente. Il Colle di Figurella è raggiungibile percorrendo la SS 108bis che porta a Poverella per poi percorrere una strada facilmente riconoscibile per le forti salite. Molti torrenti nascono su quest'ultimo per poi sfociare nel fiume Savuto. Dalla cima è possibile osservare monte Scorciavuoi, Montenero e Poverella.